# Tomasz I (patriarcha Konstantynopola)
Tomasz I, gr. Θωμάς Α΄ – patriarcha Konstantynopola w latach 607–610.

## Życiorys
Urząd patriarchy sprawował od 23 stycznia 607 do 20 marca 610 r. Jest świętym Kościoła prawosławnego. Jego święto jest obchodzone 21 marca (kalendarz juliański) lub 3 kwietnia w kościołach, które korzystają z kalendarza gregoriańskiego.